# Iradj Azimi
Iradj Azimi (* 1. října 1942 Írán) je francouzský režisér a scenárista íránského původu.

## Dílo
- 1975 – Les Jours gris, hrají Jean Dasté a Josée Destoop
- 1978 – Utopia, hrají Laurent Terzieff, Dominique Sanda, Jean Dasté, Gérard Blain
- 1983 – Les Îles, hrají Maximilian Schell, Marie Trintignant, Daniel Mesguich, Jean Dasté
- 1998 – Le Radeau de la Méduse, hrají Jean Yanne, Daniel Mesguich, Claude Jade, Rufus